# Petar Franjić (nogometaš, 1991.)
Petar Franjić (Zagreb, 21. kolovoza 1991.) hrvatski je nogometaš koji igra na poziciji veznog. Trenutačno je bez kluba.

## Klupska karijera
Nogometom se počeo baviti u dobi od sedam godina, igrajući za sesvetsku Croatiju i tamo je prošao mlađe uzrasne kategorije. 2008. prešao je u Dinamovu nogometnu školu igrajući za kadete, a potom i za juniore. Početkom 2010. posuđen je Lokomotivi, klubu u kojem je igrala još nekolicina Dinamovih juniora, kako bi stekao iskustvo seniorskog nogometa i okušao se u Prvoj hrvatskoj nogometnoj ligi. Svoj prvi nastup za prvu momčad zabilježio je 25. veljače na maksimirskom stadionu protiv Varaždina zamijenivši Ninu Bulu.
Na koncu sezone završila mu je posudba u Lokomotivi te je prebačen u još jedan Dinamov pripadajući klub, sesvetski Radnik. U sezoni 2013./2014. Petar odlazi na posudbu u pulsku Istru. Svoj prvi gol u prvoligaškom društvu zabio je 18. kolovoza 2013. u Osijeku kada je njegova Istra pobijedila Osijek rezultatom 1:3. Te je sezone ukupno zabio pet golova u 17 ligaških nastupa, zbog čega je pulski klub odlučio otkupiti njegov ugovor. Od ljeta 2014. igrač je Istre 1961 pod ugovorom na tri sezone.
U srpnju 2016. je RNK Split sporazumno raskinuo ugovor s Franjićem.
U rujnu 2016. je Franjić potpisao za azerbajdžansku Gabalu, gdje je se pridružio Hrvatu Filip Ozobiću.
Hrvatski veznjak je postao prvo zimsko pojačanje slovenskog kluba NK Domžale u siječnju 2017. godine. U Domžalu je Franjić potpisao do kraja 2018./19. sezone. U zadnjoj sezoni je igrao u 19 utakmica prvenstva te 3 utakmica kvalifikacija za Europa ligu. U slovenskom prvenstvu je postigao 6 golova i imao 1 asistenciju.
Potom je Franjić potpisao za hercegovački NK Široki Brijeg u kolovozu 2018. godine.
Godine 2020. vratio se u Sesvete. Već 2021. prelazi u krapinski Zagorec, a potom u Ravnice Zagreb.

## Vanjske poveznice
- Profil na stranici Istre 1961
- Profil na Transfermarktu (njem.)
- Profil na Soccerwayu (engl.)